# Agrilus mathabathei
Agrilus mathabathei es una especie de insecto del género Agrilus, familia Buprestidae, orden Coleoptera.
Fue descrita científicamente por Bellamy, 1998.